# 保罗·雷蒙多
保罗·亚历山大·坎蒂加斯·雷蒙多（葡萄牙語：Paulo Alexandre Cantigas Raimundo；1976年9月24日—）是一位葡萄牙政治家。他出生于卡斯凯什。1991年，加入葡萄牙共产主义青年。1994年，加入葡萄牙共产党。自2022年11月葡萄牙共产党全国会议举行以来担任葡萄牙共产党总书记。他有3个孩子。